# گولدلیو

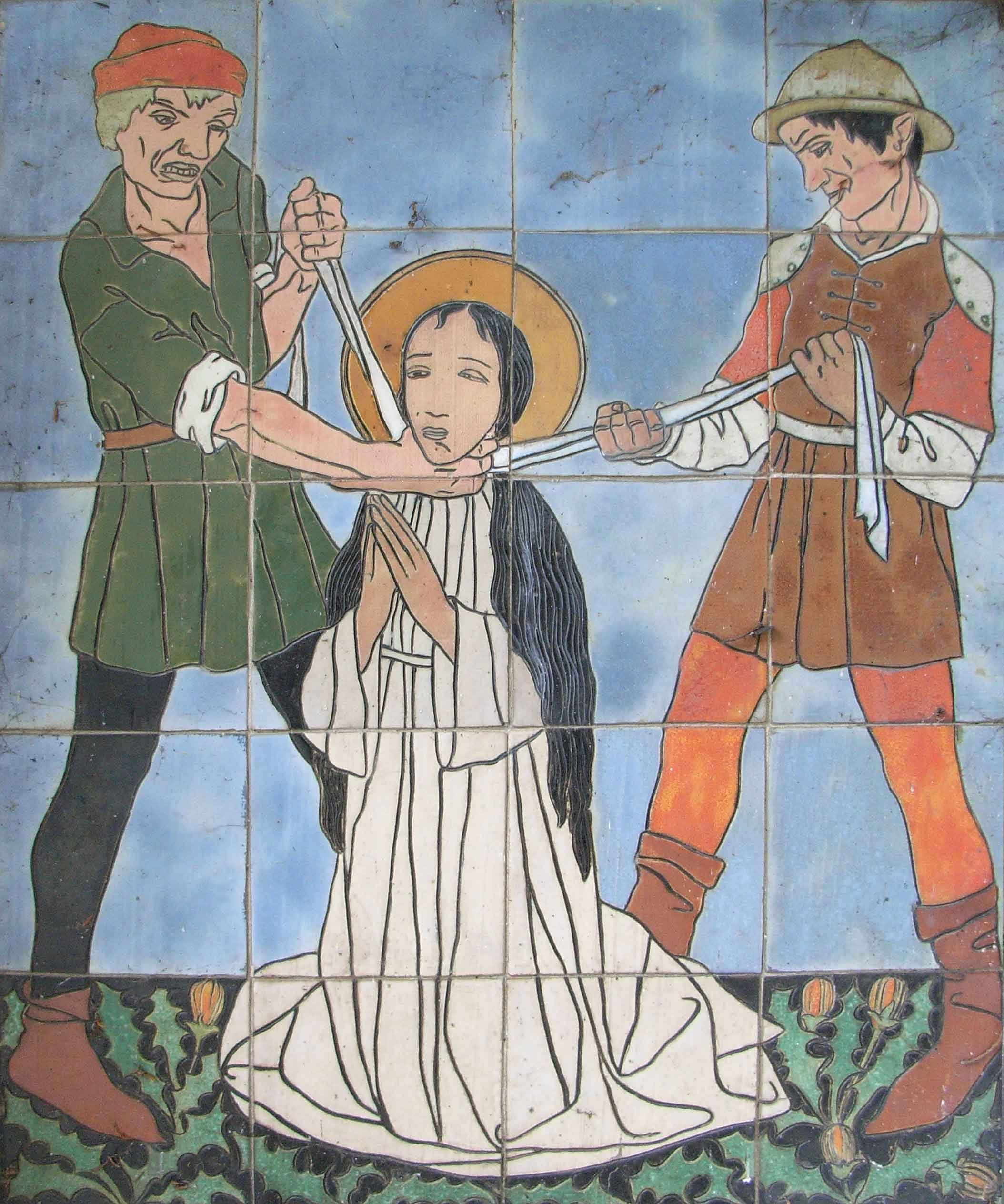
سنت گودلیو

سنت گودلیو (به انگلیسی: Saint Godelieve) (ح. 1052  – ۶ ژوئیه ۱۰۷۰) که همچنین با نام‌های گودلوا، گودلیو و گودلینا نیز شناخته می‌شود یک قدیس فلاندری بود. او با نیکوکاری و ملایمت با همه رفتار کرد و ازدواجی را که مرسوم بود پذیرفت، اما مشخص شد که همسر و خانواده‌اش سواستفاده‌گر بودند که سرانجام او را با کمک خدمت‌کارش خفه کردند.
هر سال، یکشنبه بعد از ۴ ژوئیه، یک راهپیمایی بزرگداشت سنت گودلیو در ژیستل برگزار می‌شود.